# PD수첩의 황우석 사건 보도
PD수첩은 2005년 11월 22일 〈황우석 신화의 난자 의혹〉편에서 황우석 교수의 줄기세포 연구와 관련하여 비판적인 보도를 했다. 황우석을 비판하는 것이 국익에 반하는 것이라 여겨 PD수첩을 비난하는 언론이 있었다. 당시 14개 광고주가 계약을 취소해서, 문화방송은 광고 없이 방영했다. 일부 취재에서 취재윤리 위반이 확인되어 12월 6일 방송이 나가지 못했으나, 이후로도 관련 주제를 다루며 결국 논문의 허위성을 밝히는 데에 기여했다.

## 방영 목록
- 659회 2005년 11월 22일《황우석 신화의 난자 의혹》
- 661회 2005년 12월 15일《[특집] PD수첩은 왜 재검증을 요구했는가?》
- 662회 2006년 1월 3일《줄기세포 신화의 진실》
- 663회 2006년 1월 10일《황우석 신화, 어떻게 만들어졌나!》
- 664회 2006년 1월 17일《생명과학 위기를 넘어》

## 취재 윤리 위반
2005년 10월 20일, 한학수 PD는 피츠버그에서 김선종 연구원과 인터뷰를 하면서 '줄기세포가 가짜로 판명났고 검찰 수사가 진행 중이고, 수사 결과에 따라서 황 교수가 구속될 것이다'라며 허위로 압박하여 논문이 거짓임을 입증하는 중요증언을 얻어냈다. 허위로 압박하는 행위는 취재 윤리에 어긋난다. 2005년 12월 4일 문화방송 측은 〈뉴스데스크〉를 통해  취재윤리 위반이 확인되었다는 '대국민 사과성명'을 발표했다.
이후 최승호 책임PD와 한학수 PD는 감봉 1개월, 최진용 시사교양국장은 근신 15일의 징계를 각각 받았다.

## 최초 제보자
2006년, 한학수 PD는 자신의 저서 '여러분! 이 뉴스를 어떻게 전해 드려야 할까요?'에서, 황우석 박사의 줄기세포와 논문에 의혹을 제기한 최초 제보자와 그 부인이 강요된 퇴직을 당하는 고통을 겪었으며, 대한민국이 제보자 부부에게 큰 빚을 지고 있다고 하였다.

## 반응
| 신문     | 사설 제목                                        | 일자       |
| 경향신문 | 이젠 황교수가 모든 진실을 밝힐 때다              | 2005-11-24 |
| 경향신문 | 감성적 애국심 앞세운 '황우석 논란'               | 2005-11-28 |
| 경향신문 | 줄기세포 논란, 객관적 해법 찾아야                | 2005-12-03 |
| 경향신문 | 취재윤리를 다시 떠올린 'PD수첩'                  | 2005-12-06 |
| 경향신문 | 황교수, 이젠 의혹 잔재 씻고 새 출발을            | 2005-12-06 |
| 경향신문 | 고통스러운 진실찾기, 그럼에도 아련히 보이는 희망 | 2005-12-17 |
| 경향신문 | 언론의 본연을 되새긴다                           | 2005-12-24 |
| 경향신문 | 황교수팀 '5만달러 의혹' 진상 밝혀야              | 2005-12-29 |
| 경향신문 | X파일' 진실, 새해엔 반드시 밝혀내야              | 2006-01-02 |
| 경향신문 | 갈수록 커지는 박기영 보좌관 의혹                 | 2006-01-18 |
| 국민일보 | ‘난자 의혹’ 진솔하게 해명해야                    | 2005-11-23 |
| 국민일보 | 전에는 ‘획일주의’ 심각성 몰랐을까                | 2005-11-29 |
| 국민일보 | 황 교수팀 심기일전 연구에 매진을                 | 2005-12-06 |
| 국민일보 | MBC 책임 한두가지가 아니다                       | 2005-12-06 |
| 국민일보 | 황우석 논란 냉정해지지 못하면…                   | 2005-12-10 |
| 국민일보 | MBC 취재윤리 비판한 YTN은?                       | 2005-12-29 |
| 국민일보 | 청와대 이래도 朴보좌관 감쌀 건가                 | 2006-01-19 |
| 동아일보 | MBC의 ‘黃우석 보도’ 사과 이후                    | 2005-12-05 |
| 동아일보 | ‘정권 코드’가 MBC 위기 키웠다                    | 2005-12-07 |
| 동아일보 | 삼성·황우석 때리기’로 日本돕는 사람들            | 2005-12-07 |
| 동아일보 | 李총리의 ‘코드 달래기’ 이중 플레이               | 2005-12-13 |
| 동아일보 | 黃우석 교수가 모든 것을 밝혀야 한다              | 2005-12-16 |
| 동아일보 | 줄기세포, 후속연구 멈춰선 안 된다                | 2005-12-17 |
| 동아일보 | ‘황우석 신화’ 붕괴, 국가적 自省 계기로           | 2005-12-24 |
| 동아일보 | 황 교수, 논문 조작 은폐 위해 연구비 썼나         | 2005-12-28 |
| 문화일보 | 盧대통령의 ‘MBC 황우석 논란’ 개입 옳지않다       | 2005-11-28 |
| 문화일보 | “올해 의학계 최대뉴스는 황우석교수 업적”         | 2005-11-29 |
| 문화일보 | 황교수 ‘MBC 파문’ 넘어 정진 기대한다             | 2005-12-05 |
| 문화일보 | MBC 실질적 민영화로 대수술해야 한다              | 2005-12-06 |
| 문화일보 | 국내외 의혹에 정면으로 맞선 ‘황우석 줄기세포’    | 2005-12-12 |
| 서울신문 | 줄기세포 진위논란 혼란스럽다                     | 2005-12-02 |
| 서울신문 | ‘과학논문 검증은 과학계 몫이다’                  | 2005-12-05 |
| 서울신문 | MBC 사과로 끝날 일 아니다                        | 2005-12-06 |
| 서울신문 | 국민 열광케 한 줄기세포가 없다니                 | 2005-12-16 |
| 서울신문 | 정부 대응부재 드러낸 황우석 파문                 | 2005-12-19 |
| 서울신문 | 반성할 이는 황 교수 만이 아니다                  | 2005-12-24 |
| 세계일보 | PD수첩 파장이 의미하는 것                        | 2005-11-24 |
| 세계일보 | 노 대통령 PD수첩 발언 부적절하다                 | 2005-11-29 |
| 세계일보 | 황교수 논문 진위논란까지 벌여서야                | 2005-11-30 |
| 세계일보 | 생명윤리위 재검토 조용히 지켜볼 때               | 2005-12-03 |
| 세계일보 | 사실로 드러난 PD수첩 강압취재                    | 2005-12-05 |
| 세계일보 | PD수첩 진실게임 명확히 가리자                    | 2005-12-05 |
| 세계일보 | MBC, PD문책으로 끝낼 일인가                      | 2005-12-06 |
| 세계일보 | 서울대 재검증 조용히 지켜볼 때                   | 2005-12-13 |
| 세계일보 | 정부, 줄기세포 진위논란서 뭘 했나                | 2005-12-19 |
| 한국일보 | 황 교수팀 문제, 이성적으로 정리할 때             | 2005-11-28 |
| 한국일보 | 생명윤리위, 신속·명쾌히 결론내도록               | 2005-12-01 |
| 한국일보 | 줄기세포 논란, 이건 아니다                       | 2005-12-05 |
| 한국일보 | 줄기세포 논란이 남긴 상처와 교훈                 | 2005-12-06 |
| 한국일보 | MBC의 책임                                       | 2005-12-06 |
| 한국일보 | 황우석 사태에 책임 큰 언론                       | 2006-01-12 |

## 같이 보기
- 황우석 사건
- PD수첩의 미국산 쇠고기 관련 보도